# Bank of Qingdao
Bank of Qingdao Company Limited, «Банк Циндао» (BQD; кит. трад. 青島銀行股份有限公司, упр. 青岛银行股份有限公司, пиньинь Qīngdǎo yínxíng gǔfèn yǒuxiàn gōngsī, палл. Циндао иньсин гуфэнь юсянь гунсы; сокращённо 青岛银行, Циндао Иньхан) — акционерный местный коммерческий банк со штаб-квартирой в городе Циндао, провинции Шаньдун, Китая. Ранее известен как Qingdao City Cooperative Bank и Qingdao Commercial Bank, в 2008 году он сменил название на «Банк Циндао» (англ. Bank of Qingdao). В настоящее время существуют филиалы в различных префектурах и городах провинции Шаньдун. Банк Циндао регулируется Народным банком Китая, центральным банком страны.

## Общие сведения
По состоянию на конец 2023 года активы банка составляли 608 млрд юаней (85,1 млрд долларов США),, штат сотрудников — более 5 тыс. человек, сеть — 191 отделение. В 2024 году Bank of Qingdao в списке крупнейших публичных компаний мира Forbes Global 2000 занял 1472-е место. Банк вошёл в число 300 крупнейших азиатских банков (172-е место) и 500 крупнейших предприятий сферы услуг Китая в 2015 году.

## История
Банк Циндао основан 15 ноября 1996 года как Qingdao City Cooperative Bank (кит. 青岛城市合作银行 кит. упр. 青岛城市合作银行, пиньинь Qīngdǎo chéngshì hézuò yínháng) путём слияния 21 городского кредитного кооператива в Циндао. Акционеры первоначальных кооперативов стали акционерами-основателями в недавно созданном банке. В 1998 году название банка было изменено на Qingdao Commercial Bank (кит. 青岛市商业银行), чтобы охватить более широкую клиентскую базу.
В 2001 году Haier получила контрольный пакет акций банка после того, как шесть его дочерних компаний приобрели долю в банке. Это приобретение было совершено Haier через её дочерние компании, поскольку действующее законодательство не позволяло нефинансовому учреждению владеть более чем десятью процентами акций банка. Инвестиции Haier позволили банку вложить средства в систему SilverLake. Это сделало Qingdao Commercial Bank первым учреждением в Китае, принявшим эту систему. Банк получил инвестиции от Qingdao Conson в 2005 году. В 2008 году итальянская Intesa Sanpaolo приобрела 20-процентную долю в банке за 135 млн долларов США. За этим последовали инвестиции в размере 25,4 млн евро от Rothschild Continuation Holdings за 5-процентную долю в банке. Эти приобретения сделали ISP и Rothschild первыми иностранными инвесторами в банк и стали частью более широкого сбора средств, который более чем удвоил капитал банка. В 2008 году банк был переименован в Bank of Qingdao и расширил свою деятельность за пределами города Циндао и провинции Шаньдун.
В ноябре 2015 года Банк Циндао разместил Х-акции на Гонконгской фондовой бирже. Банку удалось привлечь 607 млн долларов США в ходе публичного размещения акций. Предложение было недоподписано из-за нестабильности рынка. IPO было гарантировано Goldman Sachs и CITIC Securities, а BNP Paribas, Banca IMI (инвестиционный банк Intesa Sanpaolo) и Rothschild выступили в качестве консультантов по сделке. В ходе IPO основные акционеры продали свои доли на HKSE, таким образом, выйдя из числа совладельцев.

## Акционеры
Акции Банка Циндао торгуются на Гонконгской фондовой бирже под тикером: 3866. По состоянию на июнь 2015 г. до IPO доля участия в акциях банка была следующей:
| Место | Владелец                         | Процент вдладения |
| ----- | -------------------------------- | ----------------- |
| 1     | Haier и дочерние компании        | 26,10             |
| 2     | Intesa Sanpaolo                  | 20,00             |
| 5     | Qingdao Conson                   | 17,13             |
| 5     | Rothschild Continuation Holdings | 3,18              |
| 5     | Прочие                           | 33,59             |
|       | Всего                            | 100,00            |

## Управление
Банк Циндао управляется советом директоров из двенадцати человек во главе с Шаоцюань Го в качестве председателя и Линь Ваном в качестве президента и исполнительного директора. Среди других членов правления — г-н Ян Фэнцзян, г-жа Лу Лань, г-н Чжоу Юньцзе, г-н Росарио Страно, г-жа Тан Ликсия, г-н Марко Муссита, г-н Дэн Ючэн, г-н Кэлвин Чой, г-н Вонг Тин Яу Кельвин, г-н Чен Хуа, г-жа Дай Шупин, г-н Саймон Чунг и г-жа Фан Цяолинь.